# 투브칼 국립공원
투브칼 국립공원은 모로코 중서부 마라케시에서 70킬로미터 떨어진 하이 아틀라스산맥에 있는 국립공원이다. 1942년에 설립되었으며 380km2의 면적을 차지한다. 제벨 투브칼은 4,167미터로 공원에서 가장 높은 봉우리이다.

## 주요 명소
투브칼 국립공원은 방문객들에게 많은 명소를 제공한다. 산 정상까지 오르는 데 이틀이 걸리며, 봄에는 꽃이 만발한 풍경을, 가을에는 울긋불긋한 삼나무 참나무와 노간주나무 숲을 선사한다. 산으로 둘러싸인 임릴의 베르베르인 마을은 주민들의 소박한 삶에 푹 빠져들 수 있는 정류장이다. 투브칼 국립공원의 생태 박물관은 공원의 역사와 지속 가능성 및 멸종 위기종 보호에 관한 진행 중인 프로젝트를 보여준다.

## 고고학 유적지
2012년 10월, 살라피스트는 공원 내에 있는 8,000년 된 태양을 신으로 묘사한 암각화를 파괴한 혐의를 받았다.

## 지리

### 중요조류지역
공원은 버드라이프 인터내셔널에 의해 중요조류지역으로 지정되었는데, 이는 바바리자고새, 르바일랑딱따구리, 산솔새, 사르데니아솔새, 안경솔새 및 트리스트럼솔새, 무시에붉은꼬리딱새, 그리고 검은귀바위종달새 및 검은바위종달새의 상당한 개체수를 지탱하고 있기 때문이다.

### 산

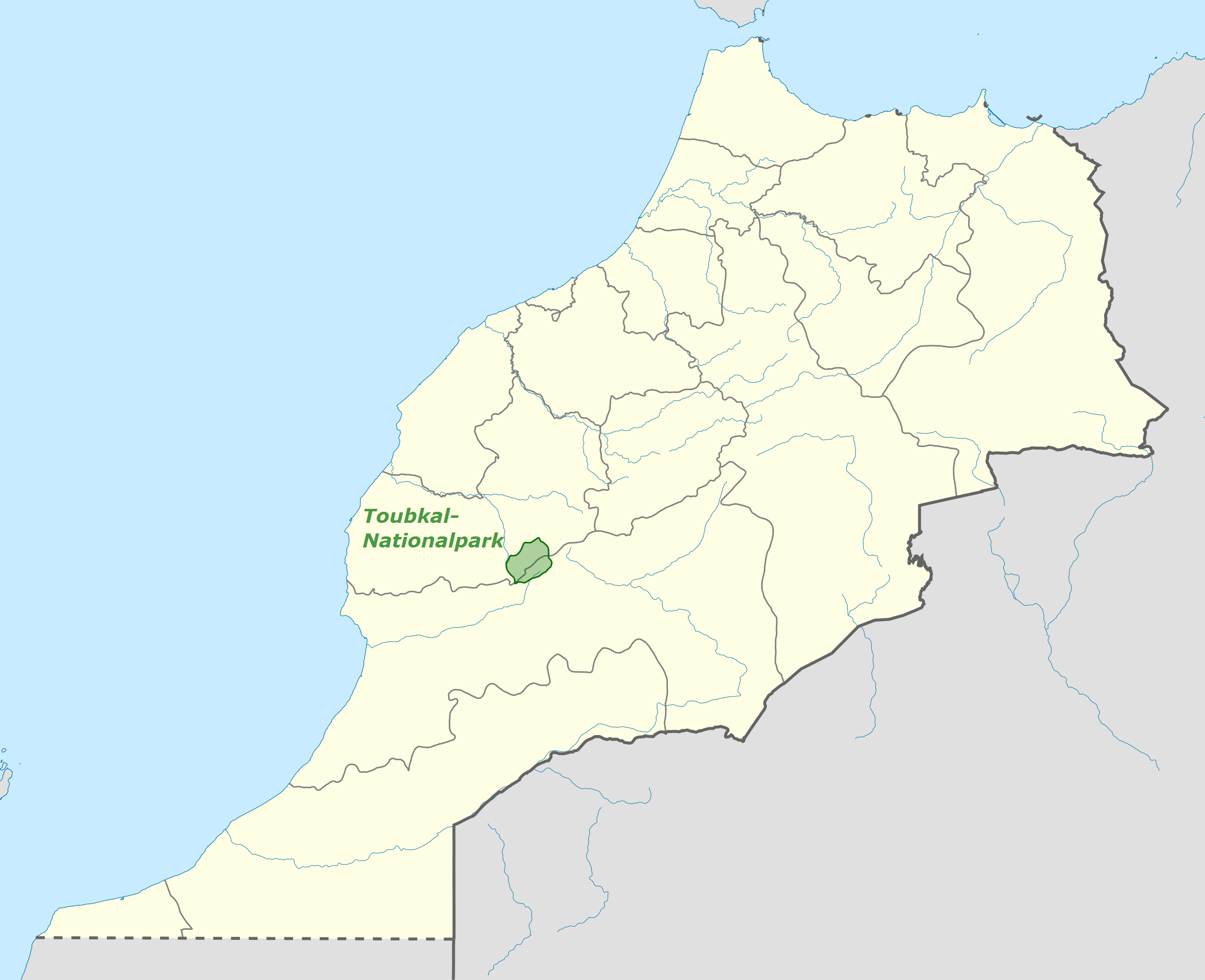

공원에는 다음 산들이 포함되어 있다.
- 투브칼산 (4167 m)
- 와누크림산 (4089 m)
- 타자하르트 고원 (3995 m)
- 악수알산 (3910 m)
- 이네그마르산 (3892 m)
- 부 이구에누아네산 (3882m)
- 티치키산 (3753 m)
- 아즈루 타마두트산 (3664 m)